# Enø
Enø är en ö i Næstveds kommun på södra Själland i Danmark. Den är 3,4 km² stor.
Enø ligger mellan Karrebæksminde Bugt och Karrebæk Fjord/Krageholm Strøm.
Vid Karrebæksminde (Mindegab) har Enø vuxit ihop med Själland.
På ön bor 349 personer (per 2017-10-02).